# Festival Internacional de Documentales de Santiago
El Festival Internacional de Documentales de Santiago (FIDOCS) es un espacio de encuentro, difusión y competencia del cine documental de Chile y América Latina. Se realiza anualmente en Santiago de Chile desde 1997, año de su fundación, y es el primer festival de cine documental en el país, en el cual se empezaron a juntar para fomentar el diálogo, la reflexión y formación de audiencias abarcando al cine documental que está en permanente transformación.
FIDOCS busca explorar la trayectoria del cine documental y las procedencias de la no ficción, el videoarte y el cine experimental.
El festival convoca a más de 50 estudiantes de cine que participan de actividades formativas, quienes buscan representar el espíritu del cine contemporáneo traspasando fronteras.
También, destaca la Escuela FIDOCS destinada a estudiantes seleccionados de escuelas de cine y comunicación, pensada como una instancia de reflexión interdisciplinaria con reconocidas personalidades del audiovisual nacional e internacional.

## Historia
El origen del festival se remonta al 6 de mayo de 1997 como Festival Internacional de Cine Documental, en la sede del Goethe Institut de Santiago. Su fundador y primer director es el cineasta Patricio Guzmán. Contó con el apoyo del Ministerio de Relaciones Exteriores y algunas embajadas europeas.
El primer gran hito del festival fue la “Primera retrospectiva del Cine Documental Chileno”, que incluía grandes obras de la historia del cine chileno como “Desde Láminas de Almahue” de Sergio Bravo, “Cien niños esperando un tren” de Ignacio Agüero, entre otros.
En 2001 incorporó secciones competitivas nacionales e internacionales, junto a retrospectivas de directores internacionales que eran invitados.
En 2003 cambiaron el nombre del festival por Festival Internacional de Documentales de Santiago (FIDOCS).
En 2007, su fundador y director, Patricio Guzmán, asumió como presidente del festival, y el cargo de director lo tomó el guionista Gonzalo Maza, quien estuvo en el cargo hasta 2012.
En 2008 comenzaron a trabajar con el apoyo de la Corporación Cultural de Documental (CULDOC), una organización sin fines de lucro formada por un grupo de documentalistas chilenos. Para fortalecer el FIDOCS empezaron a diseñar actividades para la capacitación y difusión de documentales.
En 2013, el investigador audiovisual Ricardo Greene tomó el cargo de director.
Entre 2014 y 2018 el FIDOCS fue dirigido por el cineasta nacional Carlos Flores del Pino.
En 2018, las actividades que realizaba el CULDOC comenzaron a incluir espacios para el establecimiento de redes profesionales locales e internacionales, como la competencia de Work in Progress “Primer Corte FIDOCS”.
Desde 2019, la dirección está a cargo de la investigadora y guionista Antonia Girardi.
En el mismo año, la Escuela FIDOCS se abre para estudiantes de enseñanza media del Instituto Nacional.

## Organización
El festival se lleva a cabo durante siete días consecutivos y consiste de una programación a realizar durante la tarde, entre las 16:00 hasta las 21:00 aproximadamente, según el día. 
Se desarrollan actividades como: la competencia nacional, competencia internacional y la competencia de cortos emergentes, estas se realizan en distintos lugares como el Centro Arte Alameda y Cine Arte Normandie, donde presentan los documentales. También, hay otros panoramas para ver documentales en el Parque Ramón Cruz de Ñuñoa y el Paseo Bulnes. Las entradas para ingresar a los lugares se compran directamente por la página de FIDOCS. 
Los jurados de las competencias cambian cada año y se componen de profesionales expertos en el arte del cine documental.

## Primera edición online
Del 25 de noviembre al 1 de diciembre de 2020, debido a la pandemia por Covid-19 se realizó la primera versión online de FIDOCS con su edición 24, donde sus funciones fueron gratuitas. El festival constó de dos competencias: nacional e internacional. Además, contó con 32 películas, la mayoría de premieres nacionales y latinoamericanas con amplia trayectoria en festivales internacionales. 

## Edición 25
Tras un año de haber realizado su primera edición online, FIDOCS vuelve a posicionarse, pero esta vez de manera híbrida. El festival se realizará desde el 1 hasta el 7 de diciembre y contará con tres competencias: Competencia Nacional, Competencia Internacional y Competencia Nacional de Cortometrajes Emergentes. También, tendrá un especial de Barbara Hammer.